# توسيم إلكتروني

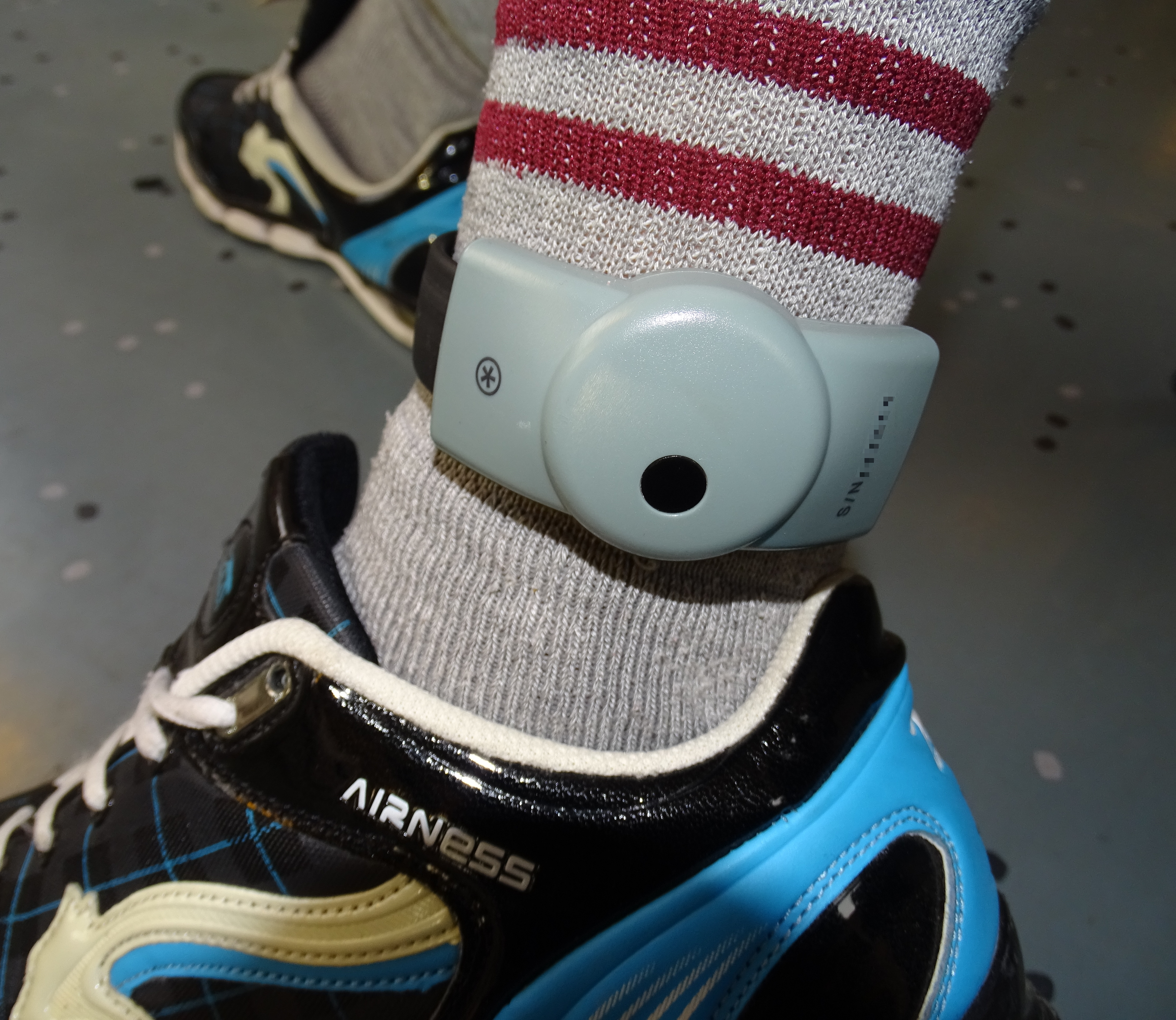
وسم إلكتروني على الكاحل

التَوْسِيْم الإلِكْترُونيّ أو التَرْقِيْم الإلِكْترُونيّ أو التَعْلِيْم الإلِكْترُونيّ (بالإنجليزية: Electronic tagging)‏ هو شكل من أشكال المراقبة يستخدم جهازًا إلكترونيًا يعلق على الشخص المراد مراقبته. في بعض النظم القضائية، يتم استخدام وسم (علامة أو رُقم) إلكتروني مثبتة فوق الكاحل للأشخاص كجزء من شروط الكفالة أو الوضع تحت المراقبة الخاصة بهم. كما أنها تستخدم في إعدادات الرعاية الصحية وفي سياقات الهجرة في بعض النظم القضائية. يمكن استخدام الوسم الإلكتروني مع نظام تحديد المواقع العالمي (GPS). من أجل المراقبة القصيرة المدى لشخص يخضع للتوسيم الإلكتروني يتم استخدام تقنية التردد اللاسلكي.

## استخدامات التوسيم الإلكتروني

### الاستخدام الطبي والصحي
إن استخدام المراقبة الإلكترونية في الممارسة الطبية خاصة فيما يتعلق بتوسيم كبار السن والأشخاص المصابين بالخرف مثير للجدل واهتمام وسائل الإعلام. يمكن وسم كبار السن في دور الرعاية بنفس الوسوم الإلكترونية المستخدمة لتتبع المجرمين الشباب. بالنسبة للأشخاص الذين يعانون من الخرف، قد يتم استخدام المراقبة الإلكترونية بشكل مفيد لمنعهم من التجول. يتعلق الجدل في استخدامه الطبي بحجتين الأولى تتعلق بسلامة المرضى والأخرى تتعلق بخصوصية وحقوق الإنسان الخاصة بهم.  بنسبة تزيد عن 40٪ هناك انتشار كبير للتجول بين مرضى الخرف. من بين الطرق العديدة المستخدمة لمنعهم من التجول، يُذكر أن 44٪ من المتجولين المصابين بالخرف تم إبقائهم خلف أبواب مغلقة في وقت ما. وقد تضمنت الحلول الأخرى المراقبة المستمرة واستخدام الإنذارات المؤقتة واستخدام الأدوية المختلفة التي تحمل مخاطر الآثار السلبية.

### استخدام تجاري
تتميز الهواتف الذكية بتطبيقات تعتمد على الموقع لاستخدام المعلومات من شبكات نظام تحديد المواقع العالمي (GPS) لتحديد الموقع التقريبي للهاتف.

### استخدام الوالدين
أنشأت شركة في اليابان أزياء موحدة وحقائب ظهر مزودة بنظام تحديد المواقع العالمي (GPS).  سيتمكن أطفال المدارس الذين يقعون في محنة أو مأزق من الضغط على زر واستدعاء عميل الأمن على الفور إلى موقعهم.

### استخدام المركبات
يم تجهيز مركبات النقل العام بأجهزة مراقبة إلكترونية تتواصل مع أنظمة GPS وتتبع موقعها. قام مطورو التطبيقات بدمج هذه التقنية مع تطبيقات الهاتف المحمول. الآن أصبح بإمكان الركاب الحصول على جداول زمنية دقيقة للنقل العام.

## أمثلة بارزة
- لعب لاعب كرة القدم الإنجليزي المحترف جيرمان بينانت مباراة في الدوري الإنجليزي الممتاز عام 2005 وهو يرتدي وسم إلكتروني. وكان قد خضع للتوسيم الإلكتروني بسبب القيادة تحت تأثير الكحول.[7]
- فشلت ليندسي لوهان في حضور جلسة استماع إلزامية وتم إصدار مذكرة باعتقالها. أمر القاضي لوهان بارتداء سوار SCRAM وهو جهاز إلكتروني يراقب مجرى الدم بحثًا عن الكحول والمخدرات وتنبيه السلطات إذا تم استهلاك المواد المحظورة.[8]
- تم اعتقال رومان بولانسكي، أحد أشهر الهاربين من العدالة الأمريكية في العالم، أخيراً في سويسرا. تضمنت شروط الإفراج عنه كفالة 4.5 مليون دولار وإرتداء سوار إلكتروني على الكاحل وإقامة جبرية في شاليهه المعروف باسم درب التبانة في منتجع التزلج السويسري غشتاد بعد أن أمضى سبعة وستين يومًا في مركز احتجاز بزيوريخ.[9]
- برنارد مادوف الممول المتهم في قضية احتيال بقيمة 50 مليار دولار أمر قبل المحاكمة بالإقامة الجبرية مع المراقبة الإلكترونية وايداع 10 ملايين دولار كفالة مقابل شقته البالغة 7 ملايين دولار في مانهاتن ومقابل منازل زوجته في مونتوك في نيويورك وبالم بيتش في فلوريدا. [10]
- ألقي القبض على مغني الراب دكتور دري في عام 1992 لاعتدائه على منتج التسجيل دامون توماس وقد اعترف في وقت لاحق بأنه مذنب بالاعتداء على ضابط شرطة وفي نهاية المطاف يقضي إقامة جبرية ويرتدي سوار الكاحل لمراقبة الشرطة.[11]